# Beppu
Beppu (jap. 別府市 Beppu-shi) – miasto portowe położone w Japonii, w prefekturze Ōita, w północno-wschodniej części wyspy Kiusiu, nad zatoką Beppu.
W mieście swoje siedziby mają instytuty badawczo-naukowe (rolniczy i balneologiczny), zarządzające m.in. wielkim akwarium morskim i muzeum wulkanologicznym. W pobliżu znajduje się Park Narodowy Aso-Kujū.

## Gorące źródła
Beppu jest miejscowością turystyczną położoną między morzem a górami. Jest znanym uzdrowiskiem z gorącymi źródłami (onsen) mineralnymi oraz kąpieliskami morskimi. W mieście znajduje się dziewięć głównych geotermalnych plam gorąca, które są nazywane „dziewięcioma piekłami Beppu”. Siedem z nich znajduje się w dzielnicy Kannawa, a dwa w bardziej odległe dzielnicy Shibaseki. Beppu jest podzielone na osiem głównych obszarów z gorącymi źródłami zwanymi Beppu Hattō (jap. 別府八湯).

### RejonyBeppu Hattō
Osiem rejonów gorących źródeł na terenie miasta: Beppu, Kankaiji, Kamegawa, Shibaseki, Kannawa, Myōban, Horita, Hamawaki.

## Atrakcje
Beppu jest częścią corocznego maratonu Beppu-Ōita. Bieg jest organizowany od 1952 roku i jest sklasyfikowany jako IAAF Silver Label wyścig drogowy. W 1990 zwycięzcą maratonu został Polak Bogusław Psujek z czasem 2.11:56.
Jezioro Shidaka znajduje się 600 m n.p.m.. Wodospad Otobaru jest lokalną atrakcją przyrodniczą, położony jest w górskim obszarze miasta Beppu, w odległości 20 minut spacerem od Wonder Rakutenchi, tradycyjnego parku rozrywki.
Takasakiyama Monkey Park położony jest 10 minut jazdy autobusem od centrum Beppu. Park jest domem dla ponad 1500 makaków japońskich.
W mieście znajduje się także park rozrywki Kijima Kōgen.
Beppu, oprócz zwykłych gorących źródeł, ma do zaoferowania łaźnie piaskowe i kąpiele stóp. Znanym ośrodkiem oferującym te usługi jest Beppu Kaihin Sunayu, położony 15 minut jazdy autobusem od stacji Beppu trasą nr 10.
Park Beppu znajduje się w centrum miasta, 15 minut spacerem od miejskiego dworca.
Festiwal sztucznych ogni organizowany pod koniec lipca, to jeden z największych pokazów sztucznych ogni w prefekturze. Pięć tysięcy fajerwerków jest wystrzeliwane z łodzi pływających po zatoce Beppu.

## Populacja
Zmiany w populacji Beppu w latach 1970–2015:
| Rok  | Populacja |
| ---- | --------- |
| 1970 | 123 786   |
| 1975 | 133 894   |
| 1980 | 136 485   |
| 1985 | 134 775   |
| 1990 | 130 334   |
| 1995 | 128 255   |
| 2000 | 126 523   |
| 2005 | 126 959   |
| 2010 | 125 385   |
| 2015 | 122 193   |

## Galeria

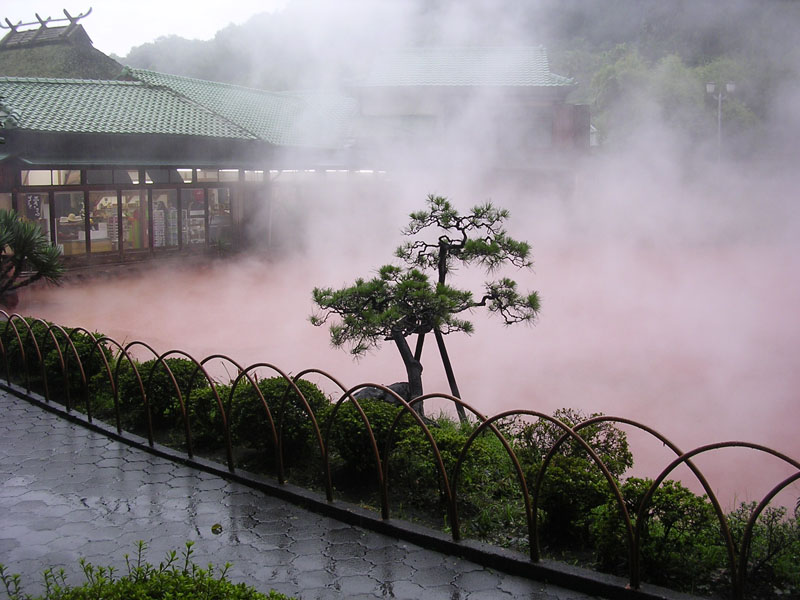
Staw Krwawego Piekła (gorące źródła w Beppu)
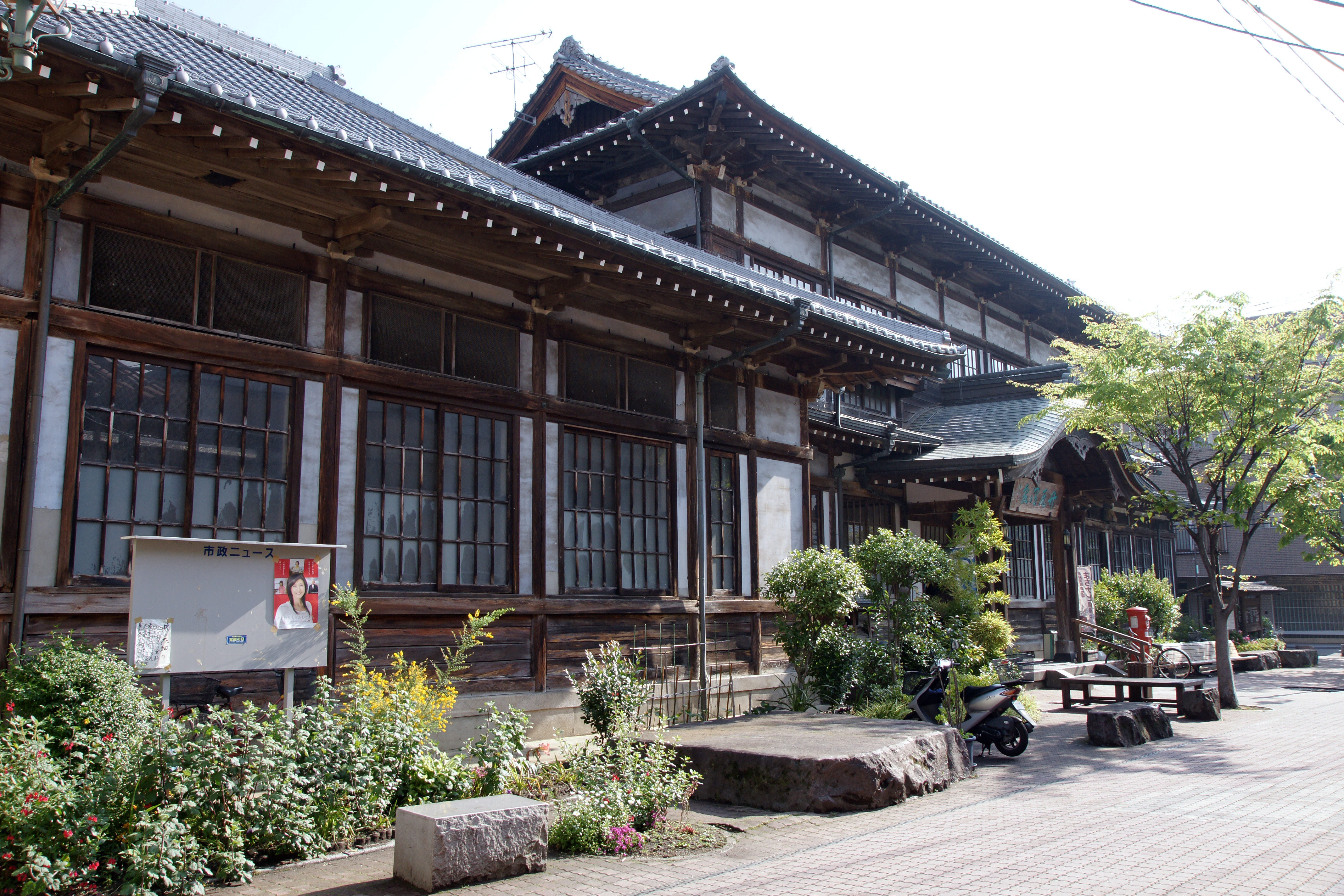
Takegawara onsen
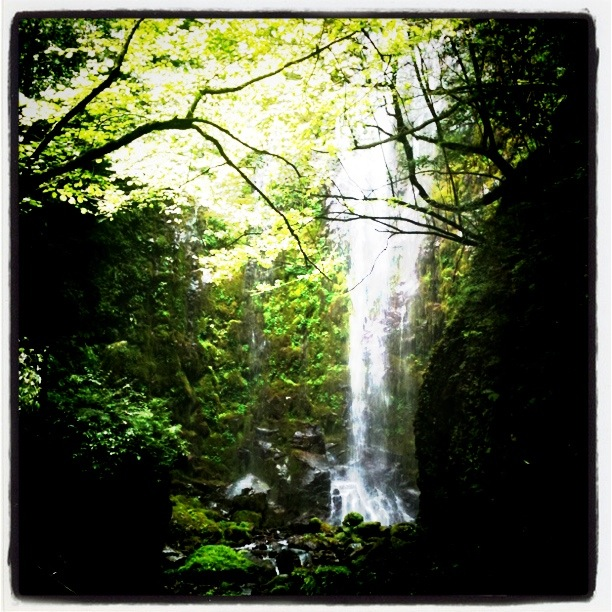
Wodospad Otobaru
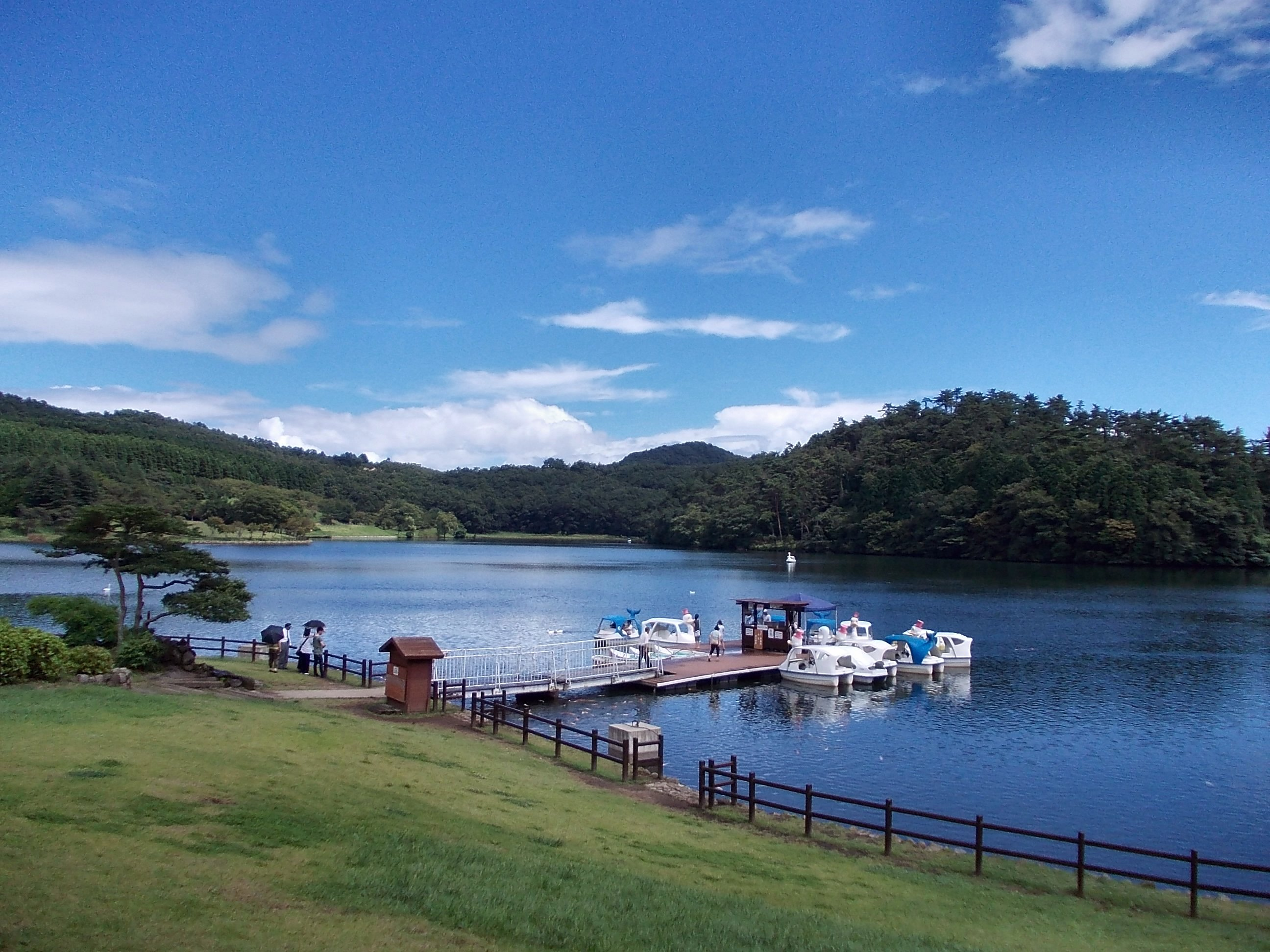
Jezioro Shidaka

## Miasta partnerskie
- Atami (od 05.08.1966)[10]
- Bath (od 31.10.1994)[10]
- Beaumont (od 20.05.1985)[10]
- Czedżu (od 17.01.2013)[10]
- Mokpo (od 1.10.1984)[10]
- Rotorua (od 10.07.1987)[10]
- Yantai (od 26.07.1985)[10]